# Dalsjö GK

Dalsjö GK är en golfklubb utanför Borlänge i Dalarna som bildades på hösten 1989. Golfbanan är belägen mellan Falun och Borlänge, intill Dalsjö by. I dagsläget har golfklubben ca 1 160 medlemmar, varav ca 215 är juniorer.
Dalsjö Golfklubb är majoritetsägare i Dalsjö Golf AB, där man äger 67%. I och med detta har man inom klubben fastlagt riktilinjer för driften av Dalsjö Golf.
Dalsjö GK fick för några år sedan Svenska Golfförbundets "Guldcertifikat för juniorvänlig anläggning". 
Klubben var bland de 20 första klubbarna i Sverige att få utmärkelsen.